# Oliver Zeisberger
Oliver Zeisberger (* 4. Dezember 1965 in Graz) ist ein österreichischer Moderator beim  ORF.

## Biografie
Zeisberger wurde 1965 in Graz geboren. Er legte 1984 die Matura am Bundesgymnasium und Bundesrealgymnasium Oeversee ab. Bis 1990 studierte er Mathematik und Physik auf Lehramt. Von 1990 bis 1995 war Zeisberger bei Radio Maribor International beschäftigt.

## Wirken beim ORF
Zeisberger arbeitete von 1995 bis 2021 beim ORF-Landesstudio Steiermark als Redakteur und Moderator in Radio und TV. Er moderierte die meistgehörte Frühsendung im Land „Guten Morgen Steiermark“ und gestaltet Beiträge und Features für das ORF-Fernsehen.  Mit der Sendung „Treffpunkt Steiermark“ moderierte der Steirer eine tägliche Nachmittags-TV-Show. Die Übertragungen „Ein Fest für Arnold Schwarzenegger“, „Band für Steiermark“ und „Höhepunkte des Grazer Faschingszuges“ haben Zeisberger in ganz Österreich bekannt gemacht. 2012 wirkte Zeisberger maßgeblich als Redakteur an der Serie „Auf geht ́s! Mach was für Dich!“, einer Reihe von Kurzsendungen für Radio und TV im Rahmen des Programms „Bewegungsland Steiermark“ mit.
Zeisberger ist seit März 2016 auch Moderator der österreichischen Frühstücksfernsehsendung Guten Morgen Österreich und präsentiert die Sendungen aus der Steiermark. Im Dezember 2016 war er auch steirischer Moderator der ORF Spendengala Licht ins Dunkel.

## Wirken als Krisenkommunikator
2015 schloss Zeisberger sein Medienstudium an der Karl-Franzens-Universität in Graz ab. Titel der Masterarbeit war „Krisenkommunikation in Unternehmen unter Berücksichtigung von Web 2.0“. Zeisberger ist auch als Krisenkommunikator tätig und unterrichtet am Masterlehrgang „Medienkunde“ an der Universität Graz.

## Sonstiges
Zeisberger unterstützt die Aktion „Technical Experts“, eine Initiative von 35 Unternehmen, um die Attraktivität von technischen Berufen nach der Schule darzustellen. Am 14. November 2015 moderierte Zeisberger den „2. Steirischen Diabetestag“ an der Medizinischen Fakultät der Alten Universität Graz.

## Persönliches
Zeisberger ist verheiratet und Vater von drei Kindern.

## Veröffentlichungen
- mit Franz Wetzelberger und Francesco Guerrini: Hokus Pokus Musikus – Kinderdisco. HPM Verlag 1990, ISBN 3-901103-09-0.
- Der Sommer (Single), Audio-CD (7. Juli 2003), Single, Ylee Music (Edel Musica Austria)
- Kurzclips zum Thema Krisenkommunikation[19]